# Морі Такадзі
Такадзі Морі (яп. 森孝慈, нар. 24 листопада 1943, Фукуяма, префектура Хіросіма — пом. 17 липня 2011, Район Меґур) — японський футболіст, що грав на позиції півзахисника. По завершенні ігрової кар'єри — футбольний тренер.
Виступав, зокрема, за клуб «Міцубісі Хеві Індустріс», а також національну збірну Японії.

## Клубна кар'єра
Народився 24 листопада 1943 року в місті Хіросіма.
У дорослому футболі дебютував 1967 року виступами за команду клубу «Міцубісі Хеві Індустріс», кольори якої і захищав протягом усієї своєї кар'єри гравця, що тривала одинадцять років.

## Виступи за збірну
У 1966 році дебютував в офіційних матчах у складі національної збірної Японії. Протягом кар'єри у національній команді, яка тривала 11 років, провів у формі головної команди країни 56 матчів, забивши 2 голи.

## Кар'єра тренера
Розпочав тренерську кар'єру, повернувшись до футболу після невеликої перерви, 1981 року, очоливши тренерський штаб національної збірної Японії, з якою пропрацював п'ять років.
В подальшому очолював команду клубу «Урава Ред Даймондс».
Останнім місцем тренерської роботи був клуб «Авіспа Фукуока», команду якого Такадзі Морі очолював як головний тренер 1998 року.
Помер 17 липня 2011 року на 68-му році життя у місті Район Меґур.

## Статистика виступів

### Статистика клубних виступів
| Сезон | Команда                   | Чемпіонат | Чемпіонат | Чемпіонат |
| Сезон | Команда                   | Ліга      | Ігор      | Голів     |
| ----- | ------------------------- | --------- | --------- | --------- |
| 1967  | «Міцубісі Хеві Індустріс» | JSL       | 14        | 3         |
| 1968  | «Міцубісі Хеві Індустріс» | JSL       | 14        | 3         |
| 1969  | «Міцубісі Хеві Індустріс» | JSL       | 14        | 2         |
| 1970  | «Міцубісі Хеві Індустріс» | JSL       | 14        | 6         |
| 1971  | «Міцубісі Хеві Індустріс» | JSL       | 10        | 1         |
| 1972  | «Міцубісі Хеві Індустріс» | JSL1      | 14        | 0         |
| 1973  | «Міцубісі Хеві Індустріс» | JSL1      | 18        | 1         |
| 1974  | «Міцубісі Хеві Індустріс» | JSL1      | 18        | 8         |
| 1975  | «Міцубісі Хеві Індустріс» | JSL1      | 12        | 4         |
| 1976  | «Міцубісі Хеві Індустріс» | JSL1      | 18        | 0         |
| 1977  | «Міцубісі Хеві Індустріс» | JSL1      | 0         | 0         |
|       | Усього                    |           | 146       | 28        |

## Статистика
Статистика виступів у національній збірній
| Збірна Японії | Збірна Японії | Збірна Японії |
| Роки          | Ігри          | голи          |
| ------------- | ------------- | ------------- |
| 1966          | 4             | 0             |
| 1967          | 5             | 1             |
| 1968          | 4             | 0             |
| 1969          | 4             | 0             |
| 1970          | 13            | 0             |
| 1971          | 3             | 0             |
| 1972          | 8             | 0             |
| 1973          | 1             | 1             |
| 1974          | 1             | 0             |
| 1975          | 9             | 0             |
| 1976          | 4             | 0             |
| Усього        | 56            | 2             |

## Титули і досягнення
- Бронзовий призер Азійських ігор: 1966
- Бронзовий олімпійський призер: 1968